# Guo Dandan
Guo Dandan (chinesisch 郭丹丹; * 5. August 1977 in Fushun) ist eine ehemalige chinesische Freestyle-Skierin. Sie war auf die Disziplin Aerials (Springen) spezialisiert.

## Werdegang
Guo trat international erstmals bei den Winter-Asienspielen 1996 in Harbin in Erscheinung, wobei sie die Goldmedaille gewinnen konnte. Erstmals im Freestyle-Skiing-Weltcup startete zu Beginn der Saison 1996/97 in Tignes und errang dort den siebten Platz. Im weiteren Saisonverlauf kam sie viermal unter die ersten Zehn und erreichte in Breckenridge mit dem zweiten Platz ihre erste Podestplatzierung im Weltcup. Sie belegte damit den 37. Platz im Gesamtweltcup und den 15. Rang im Aerials-Weltcup. Beim Saisonhöhepunkt, den Weltmeisterschaften 1997 im Iizuna Kōgen Sukī-jō, sprang sie auf den 12. Platz. In der Saison 1997/98 holte sie im Mount Buller ihren ersten und einzigen Weltcupsieg und erreichte zum Saisonende den 38. Platz im Gesamtweltcup sowie den 11. Rang im Aerials-Weltcup. Zudem wurde sie bei den  Olympischen Winterspielen 1998 in Nagano Siebte. In ihrer letzten Saison als aktive Sportlerin 1999/2000 errang sie im Weltcup zwei zehnte Plätze sowie einen neunten Platz und belegte damit den 32. Platz im Gesamtweltcup sowie den 15. Rang im Aerials-Weltcup.

## Erfolge

### Olympische Spiele
- 1998 Nagano: 7. Platz Aerials

### Weltmeisterschaften
- 1997 Iizuna Kōgen: 12. Platz Aerials

### Winter-Asienspiele
- 1996 Harbin: 1. Platz Aerials

### Weltcupsiege
Guo nahm an 14 Weltcups teil und erreichte 12 Top-Zehn-Platzierungen.
| Datum          | Ort          | Land       | Disziplin |
| -------------- | ------------ | ---------- | --------- |
| 2. August 1997 | Mount Buller | Australien | Aerials   |

### Weltcupwertungen
| Saison    | Gesamt | Gesamt | Aerials | Aerials |
| Saison    | Platz  | Punkte | Platz   | Punkte  |
| --------- | ------ | ------ | ------- | ------- |
| 1996/97   | 62     | 37.    | 436     | 15.     |
| 1997/98   | 55     | 38.    | 328     | 11.     |
| 1999/2000 | 52     | 32.    | 208     | 15.     |